# 돈 쥬앙 (1995년 영화)
《돈 쥬앙》(Don Juan DeMarco)은 미국에서 제작된 제레미 레벤 감독의 1995년 코미디, 드라마, 멜로/로맨스 영화이다. 돈 후안 전설을 모티브로 제작되었다. 말론 브란도 등이 주연으로 출연하였고 프란시스 포드 코폴라 등이 제작에 참여하였다.

## 출연

### 주연
- 말론 브란도
- 조니 뎁
- 페이 더너웨이

### 조연
- 레이첼 티코틴
- 밥 디쉬

## 기타
- 미술: 샤론 세이모어
- 의상: 커스튼 에버버그
- 배역: 린 크레셀